# Соски (деревня)
 Соски — деревня в Кировской области. Входит в состав муниципального образования «Город Киров»

## География
Расположена на расстоянии примерно 7 км по прямой на юго-запад от железнодорожного вокзала станции Киров.

## История
Известна с 1671 года как починок Алешки Оденова с 1 двором, в 1764 (починок Оденова) 20 жителей, в 1802 (деревня Одеговская) 3 двора. В 1873 году здесь (деревня Оденовская  или Сосцы, Чуковины) дворов 5 и жителей 34, в 1905 (Оденовская  или Сосцы) 7 и 30, в 1926 (Соски или Чукавины, Оденовская) 8 и 39, в 1950 (Сосны) 2 и 14, в 1989 1 житель. Настоящее название утвердилось с 1978 году. Административно подчиняется Ленинскому району города Киров.

## Население
Постоянное население составляло 0 человек в 2002 году, 5 в 2010.